# Gustav Held
Gustav Held (12. června 1839 Stockerau – 8. ledna 1903 Vídeň) byl rakouský pedagog a politik německé národnosti, v 2. polovině 19. století poslanec Říšské rady.

## Biografie
Působil jako učitel na reálné škole v Sankt Pöltenu. Později byl učitelem na gremiální obchodní akademii ve Vídni a na soukromé obchodní škole Maxe Alliny ve Vídni. Na škole Allina byl hlavním pedagogem.
Byl veřejně a politicky činný. Působil jako poslanec Říšské rady (celostátního parlamentu Předlitavska), kam nastoupil v prvních přímých volbách roku 1873 za kurii venkovských obcí v Dolních Rakousích, obvod St. Pölten, Mölk, Lilienfeld, Tulln atd. Rezignaci oznámil na schůzi 22. října 1878. V roce 1873 se uvádí jako Gustav Held, profesor na reálné škole, bytem Sankt Pölten. V roce 1873 do parlamentu nastupoval za blok německých ústavověrných liberálů (tzv. Ústavní strana, centralisticky a provídeňsky orientovaná), v jehož rámci představoval mladoněmecké křídlo. V roce 1878 zasedal v mladoněmeckém poslaneckém Klubu pokroku.
Zemřel v lednu 1903.